# جان بول داوست
جان بول داوست هو كاتب مقالات وكاتب وشاعر كندي، ولد في 30 يناير 1946 في سالبيري دي فاليفيلد في كندا.